# كليفورد بيري
كليفورد بيري (بالإنجليزية: Clifford Berry)‏ (و. 1918 – 1963 م) هو فيزيائي، وعالِم حاسب آلي، ومهندس من الولايات المتحدة الأمريكية . ولد في غلادبروك .
توفي في مدينة نيويورك ، عن عمر يناهز 45 عاماً.

## التعليم
تعلم في جامعة ولاية آيوا